# Rostfarbene Breitfußbeutelmaus

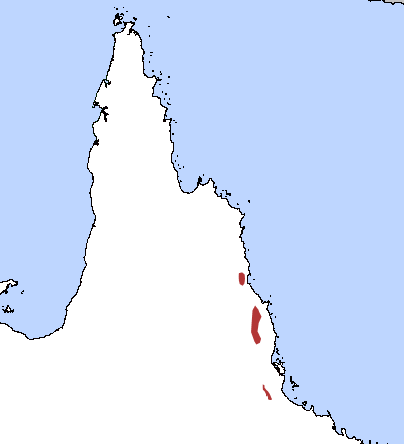
Verbreitungskarte von Antechinus adustus

Die Rostfarbene Breitfußbeutelmaus (Antechinus adustus) ist eine Beuteltierart aus der Gattung der Breitfuß-Beutelmäuse, die im australischen Bundesstaat Queensland in den Atherton Tablelands vorkommt. Das küstennahe, nicht zusammenhängende Verbreitungsgebiet hat eine Nord-Süd-Ausdehnung von etwa 325 km und ist weniger als 20 km breit.

## Merkmale
Die Männchen der Rostfarbenen Breitfußbeutelmaus haben eine Kopf-Rumpf-Länge von 9,4 bis 12,5 cm, einen 9,1 bis 10,4 cm langen Schwanz und wiegen 28 bis 42 g. Weibchen bleiben mit Kopf-Rumpf-Längen von 8,8 bis 10,9 cm, Schwanzlängen von 7,2 bis 10,1 cm und einem Gewicht von 18 bis 35 g etwas kleiner. Die Beutelmäuse sind einfarbig dunkelbraun gefärbt, hervorgerufen durch dunkle Haarspitzen. Dunkle Augenringe oder rötliche Wangen wie sie bei der in ihrem Verbreitungsgebiet vorkommenden Queensland-Breitfußbeutelmaus (Antechinus godmani) zu sehen sind, fehlen. Durch das dunkle, lange Fell unterscheidet sich die Rostfarbene Breitfußbeutelmaus von der Gelbfuß-Beutelmaus (Antechinus flavipes), der Mystischen Breitfußbeutelmaus (A. mysticus), der Subtropischen Breitfußbeutelmaus (A. subtropicus) und der Stuart-Breitfußbeutelmaus (A. stuartii).

## Lebensraum und Lebensweise
Die Rostfarbene Breitfußbeutelmaus kommt in relativ kühlen, ungestörten Regenwäldern oberhalb von 600 Metern vor. Sie baut Nester aus Blättern, Moos und Flechten in Baumhöhlen in den mittleren und oberen Bereichen der Bäume. Rostfarbene Breitfußbeutelmäuse ernähren sich von Motten, Schaben, Fliegen, Käfer und Spinnen, manchmal auch von kleinen Wirbeltieren wie Frösche oder Skinke oder von Aas. Die Beutetiere werden sowohl auf den Bäumen und Sträuchern als auch auf dem Erdboden gefangen. Im Unterschied zu den meisten anderen Breitfußbeutelmäusen ist die Rostfarbene Breitfußbeutelmaus tagaktiv, möglicherweise um der Konkurrenz mit den nachtaktiven und größeren Arten Gelbfuß-Beutelmaus und Queensland-Breitfußbeutelmaus zu entgehen. Rostfarbene Breitfußbeutelmäuse paaren sich von Mai bis Juli und die Jungen werden von Juni bis August geboren. Die Weibchen haben sechs Zitzen im Beutel und pro Wurf kommen im Durchschnitt 4,2 Jungtiere zur Welt. Diese werden im Dezember oder Januar entwöhnt wenn Feuchtigkeit und Temperatur steigen und Insekten besonders häufig sind. Wie bei Breitfuß-Beutelmäusen üblich sterben alle Männchen der Rostfarbenen Breitfußbeutelmaus kurz nach der Paarungszeit durch stressbedingte Krankheiten. Bekannte Fressfeinde der Rostfarbenen Breitfußbeutelmaus sind Hauskatzen, der Boobookkauz (Ninox boobook) und die Flecken-Rußeule (Tyto multipunctata), in den Gewöllen der zwei Eulenarten sind Knochen der Tiere wegen ihrer Aktivität zu den Tagesstunden aber nur selten zu finden.

## Systematik
Die Rostfarbene Breitfußbeutelmaus wurde im Jahr 1923 durch den britischen Zoologen Oldfield Thomas unter der Bezeichnung Phasogale flavipes adusta, also als Unterart der Gelbfuß-Beutelmaus (damals Phasogale flavipes) erstmals wissenschaftlich beschrieben. Später galt sie lange Zeit als Unterart der Stuart-Breitfußbeutelmaus (Antechinus stuartii). Erst seit dem Jahr 2000 gilt sie wegen des längeren und dunkleren Fells und einer unterschiedlichen Schädelmorphologie als eigenständige Art.
Der Artzusatz im wissenschaftlichen Namen ist das lateinische Wort adustus (sonnengebräunt).

## Gefährdung
Die IUCN führt die Rostfarbene Breitfußbeutelmaus als Least Concern (nicht gefährdet).